# Hermann Jacobi (oriëntalist)

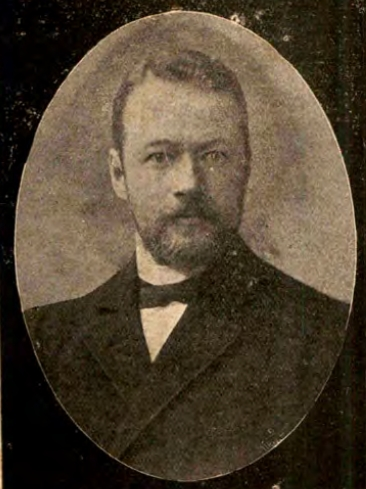
Hermann Georg Jacobi

Hermann Georg Jacobi (Keulen, 11 februari 1850 - Bonn, 19 oktober 1937) was een Duits oriëntalist en indoloog. Jacobi onderzocht het jainisme en de klassieke Indische filosofie en sterrenkunde.
Jacobi was de zoon van een molenaar. Hij studeerde aanvankelijk wiskunde in Berlijn, maar verwisselde deze studie voor indologie en vergelijkende taalwetenschappen. Hij was een student van Albrecht Weber. In 1872 promoveerde hij met een proefschrift over de Indische sterrenkunde. In 1873 en 1874 vergezelde Jacobi Georg Bühler op een reis naar Brits-India. Met Bühler reisde hij door het huidige Rajasthan om oude manuscripten op te kopen. 
In 1875 habiliteerde Jacobi zich in Bonn. Hij werd in 1885 hoogleraar aan de universiteit van Kiel, en in 1889 aan de universiteit van Bonn, waar hij tot zijn emeritaat in 1922 aanbleef.
Jacobi publiceerde studies naar uiteenlopende onderwerpen als de Indische epen, Indische esthetica, de samkhyafilosofie, yoga en het boeddhisme. Hij vertaalde en becommentarieerde talrijke jainistische teksten. Jacobi was de eerste indoloog die in 1879 op basis van oude teksten aantoonde dat het jainisme al vanaf de vijfde eeuw v. Chr. een eigen zelfstandige, onafhankelijke religie was die van het boeddhisme en hindoeïsme diende te worden onderscheiden.  Bij zijn onderzoek naar de klassieke Indische dichtkunst en volksvertellingen deed hij baanbrekend werk op gebied van de grammatica van Prakrits. Op grond van sterrenkundige gegevens in de Rig Veda berekende hij dat dit geschrift, het oudste uit de Vedische literatuur, rond 4500 v.Chr. ontstaan moest zijn. Hierin stond hij tegenover taalkundigen als Max Müller, die op grond van filologische studies schatten dat het werk pas rond 1000 v.Chr. ontstond. 
Op uitnodiging van de universiteit van Calcutta ondernam Jacobi in 1913 en 1914 een tweede reis naar India, om in Calcutta colleges over de Indische dichtkunst te geven.